# Saint-Désiré
Saint-Désiré est une commune française, située au centre de la France, dans le département de l'Allier, en région Auvergne-Rhône-Alpes.

## Géographie

### Localisation
Saint-Désiré est en bordure du département du Cher (18) qui fait partie, contrairement à l'Allier, de la région Centre-Val de Loire.
Contrairement à Chazemais et à Courçais, Saint-Désiré ne fait pas partie de l'aire urbaine de Montluçon.
Saint-Désiré se trouve à :
- 17 km de Vallon-en-Sully
- 19 km d'Huriel
- 20 km de l'autoroute A71
- 25 km de Montluçon
- 35 km de Saint-Amand-Montrond
- 80 km de Moulins
- 80 km de Guéret
- 80 km de Châteauroux
- 85 km de Bourges
- 115 km de Vichy
- 130 km de Clermont-Ferrand
- 170 km de Limoges
- 195 km d'Orléans
- 320 km de Paris
- 320 km de Lyon
- 430 km de Nantes
- 450 km de Bordeaux
- 450 km de Toulouse
- 535 km de Lille
- 600 km de Marseille

### Communes limitrophes
Sept communes (neuf en incluant les quadripoints avec Sidiailles à l'ouest et Vallon-en-Sully à l'est) sont limitrophes de Saint-Désiré :
| Culan (Cher)                                       | Vesdun (Cher) | Saint-Vitte (Cher)            |
| Saint-Éloy-d'Allier Sidiailles (Cher, quadripoint) | Saint-Désiré  | Vallon-en-Sully (quadripoint) |
| Viplaix                                            | Courçais      | Chazemais                     |

### Hydrographie
La commune est traversée par la Queugne, affluent de rive gauche du Cher.

### Voies de communication et transports
Le bourg de Saint-Désiré est traversé par les routes départementales (RD) 179 (reliant Saint-Éloy-d'Allier à l'ouest et Vesdun au nord), 241 (vers Chazemais) et 479 (vers Saint-Vitte). À l'écart du village, passent à l'ouest la RD 943 (axe Montluçon – Châteauroux) et la RD 71.
Saint-Désiré est un point de passage du sentier de grande randonnée 41 (GR 41) reliant Tours au Mont-Dore.

### Climat
Pour des articles plus généraux, voir Climat d'Auvergne-Rhône-Alpes et Climat de l'Allier.
En 2010, le climat de la commune est de type climat océanique dégradé des plaines du Centre et du Nord, selon une étude du CNRS s'appuyant sur une série de données couvrant la période 1971-2000. En 2020, Météo-France publie une typologie des climats de la France métropolitaine dans laquelle la commune est dans une zone de transition entre le climat océanique altéré et le climat de montagne ou de marges de montagne et est dans la région climatique Ouest et nord-ouest du Massif Central, caractérisée par une pluviométrie annuelle de 900 à 1 500 mm, maximale en automne et en hiver.
Pour la période 1971-2000, la température annuelle moyenne est de 10,6 °C, avec une amplitude thermique annuelle de 15,5 °C. Le cumul annuel moyen de précipitations est de 846 mm, avec 10,7 jours de précipitations en janvier et 7,6 jours en juillet. Pour la période 1991-2020, la température moyenne annuelle observée sur la station météorologique de Météo-France la plus proche, « Preveranges », sur la commune de Préveranges à 15 km à vol d'oiseau, est de 11,3 °C et le cumul annuel moyen de précipitations est de 911,3 mm,. Pour l'avenir, les paramètres climatiques de la commune estimés pour 2050 selon différents scénarios d'émission de gaz à effet de serre sont consultables sur un site dédié publié par Météo-France en novembre 2022.

## Urbanisme

### Typologie
Au 1er janvier 2024, Saint-Désiré est catégorisée commune rurale à habitat très dispersé, selon la nouvelle grille communale de densité à 7 niveaux définie par l'Insee en 2022.
Elle est située hors unité urbaine. Par ailleurs la commune fait partie de l'aire d'attraction de Montluçon, dont elle est une commune de la couronne,. Cette aire, qui regroupe 58 communes, est catégorisée dans les aires de 50 000 à moins de 200 000 habitants,.

### Occupation des sols

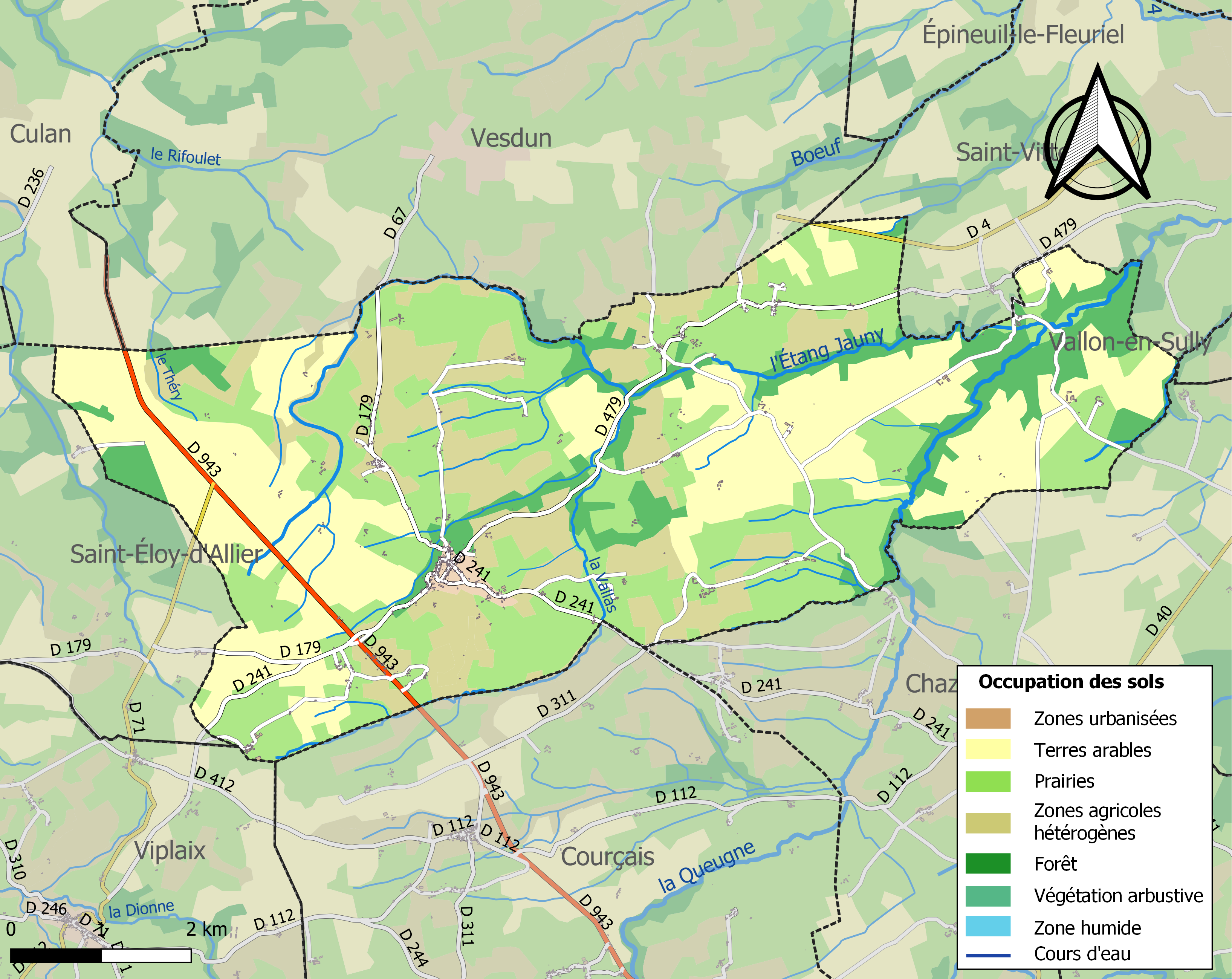
Carte des infrastructures et de l'occupation des sols de la commune en 2018 (CLC).

L'occupation des sols de la commune, telle qu'elle ressort de la base de données européenne d’occupation biophysique des sols Corine Land Cover (CLC), est marquée par l'importance des territoires agricoles (86,9 % en 2018), une proportion sensiblement équivalente à celle de 1990 (87 %). La répartition détaillée en 2018 est la suivante : 
prairies (36,3 %), terres arables (33,2 %), zones agricoles hétérogènes (17,4 %), forêts (12,4 %), zones urbanisées (0,7 %).
L'IGN met par ailleurs à disposition un outil en ligne permettant de comparer l’évolution dans le temps de l’occupation des sols de la commune (ou de territoires à des échelles différentes). Plusieurs époques sont accessibles sous forme de cartes ou photos aériennes : la carte de Cassini (XVIIIe siècle), la carte d'état-major (1820-1866) et la période actuelle (1950 à aujourd'hui).

## Toponymie
Le village tient son nom de saint Désiré, évêque de Bourges, mort et inhumé sur le territoire de la commune au milieu du VIe siècle au cours d'un voyage : l'église paroissiale lui est dédiée.

## Histoire
Elle fait au XVIIIe siècle partie de l'ancienne province du Bourbonnais, à la limite de l'ancienne province du Berry.
Elle historiquement située dans l'ancien diocèse de Bourges et faisait partie au Moyen Âge du Berry historique.

### Antiquité
À proximité de Moussais, les vestiges d'une villa gallo-romaine ont été découverts.

### Moyen Âge
Vers 552, l'évêque de Bourges saint Désiré meurt et est enterré au village de Salviacus.
Entre le Xe et le XVe siècle, une église prieurale, une église paroissiale et une motte castrale (à la place actuelle du monument aux morts) furent construits à Saint-Désiré.
On trouve également une autre église paroissiale qui fut construite au village de Moussais qui était autrefois un village indépendant de Saint-Désiré.

### XVIIIeetXIXesiècles
La commune de Moussais est rattachée à Saint-Désiré en 1811.
La mise en service de la gare de Saint-Désiré, sur la ligne de Montluçon à Châteauroux, favorise le développement du village. Saint-Désiré atteint alors le record de 1 401 habitants en 1896. Le déclin démographique se fait sentir après la Première Guerre mondiale avec un important exode rural. On observe une stabilisation dans les vingt-cinq dernières années.

## Politique et administration
| Période                                  | Période                      | Identité           | Étiquette | Qualité       |
| ---------------------------------------- | ---------------------------- | ------------------ | --------- | ------------- |
| Les données manquantes sont à compléter. |                              |                    |           |               |
| avant 1995                               | ?                            | Francis Leroy      |           |               |
| mars 2001                                | mars 2008                    | Gérard Gasq        | DVD       |               |
| mars 2008                                | avril 2014                   | Denis Coffin       | SE        |               |
| avril 2014                               | septembre 2017               | François Vallet    | SE        | Fonctionnaire |
| octobre 2017                             | novembre 2017                |                    |           |               |
| décembre 2017                            | juillet 2020                 | Jean-Pierre Martin |           |               |
| juillet 2020                             | En cours (au 8 juillet 2020) | Nadège Vermez      | PCF       | Retraitée     |

## Population et société

### Démographie
L'évolution du nombre d'habitants est connue à travers les recensements de la population effectués dans la commune depuis 1793. Pour les communes de moins de 10 000 habitants, une enquête de recensement portant sur toute la population est réalisée tous les cinq ans, les populations de référence des années intermédiaires étant quant à elles estimées par interpolation ou extrapolation. Pour la commune, le premier recensement exhaustif entrant dans le cadre du nouveau dispositif a été réalisé en 2008.

En 2022, la commune comptait 429 habitants, en évolution de −2,5 % par rapport à 2016 (Allier : −1,38 %, France hors Mayotte : +2,11 %).
| 1793 | 1800 | 1806 | 1821 | 1831 | 1836 | 1841 | 1846 | 1851 |
| ---- | ---- | ---- | ---- | ---- | ---- | ---- | ---- | ---- |
| 500  | 486  | 467  | 846  | 881  | 990  | 899  | 907  | 903  |

| 1856 | 1861 | 1866  | 1872  | 1876  | 1881  | 1886  | 1891  | 1896  |
| ---- | ---- | ----- | ----- | ----- | ----- | ----- | ----- | ----- |
| 899  | 933  | 1 012 | 1 030 | 1 118 | 1 332 | 1 264 | 1 353 | 1 401 |

| 1901  | 1906  | 1911  | 1921  | 1926  | 1931  | 1936  | 1946 | 1954 |
| ----- | ----- | ----- | ----- | ----- | ----- | ----- | ---- | ---- |
| 1 291 | 1 382 | 1 341 | 1 140 | 1 007 | 1 041 | 1 023 | 906  | 912  |

| 1962 | 1968 | 1975 | 1982 | 1990 | 1999 | 2006 | 2008 | 2013 |
| ---- | ---- | ---- | ---- | ---- | ---- | ---- | ---- | ---- |
| 812  | 731  | 555  | 498  | 442  | 455  | 467  | 470  | 433  |

| 2018 | 2022 | - | - | - | - | - | - | - |
| ---- | ---- | - | - | - | - | - | - | - |
| 453  | 429  | - | - | - | - | - | - | - |

La population de Saint-Désiré représente 6 % de la population de la communauté de communes du Pays d'Huriel.

## Culture locale et patrimoine

### Lieux et monuments

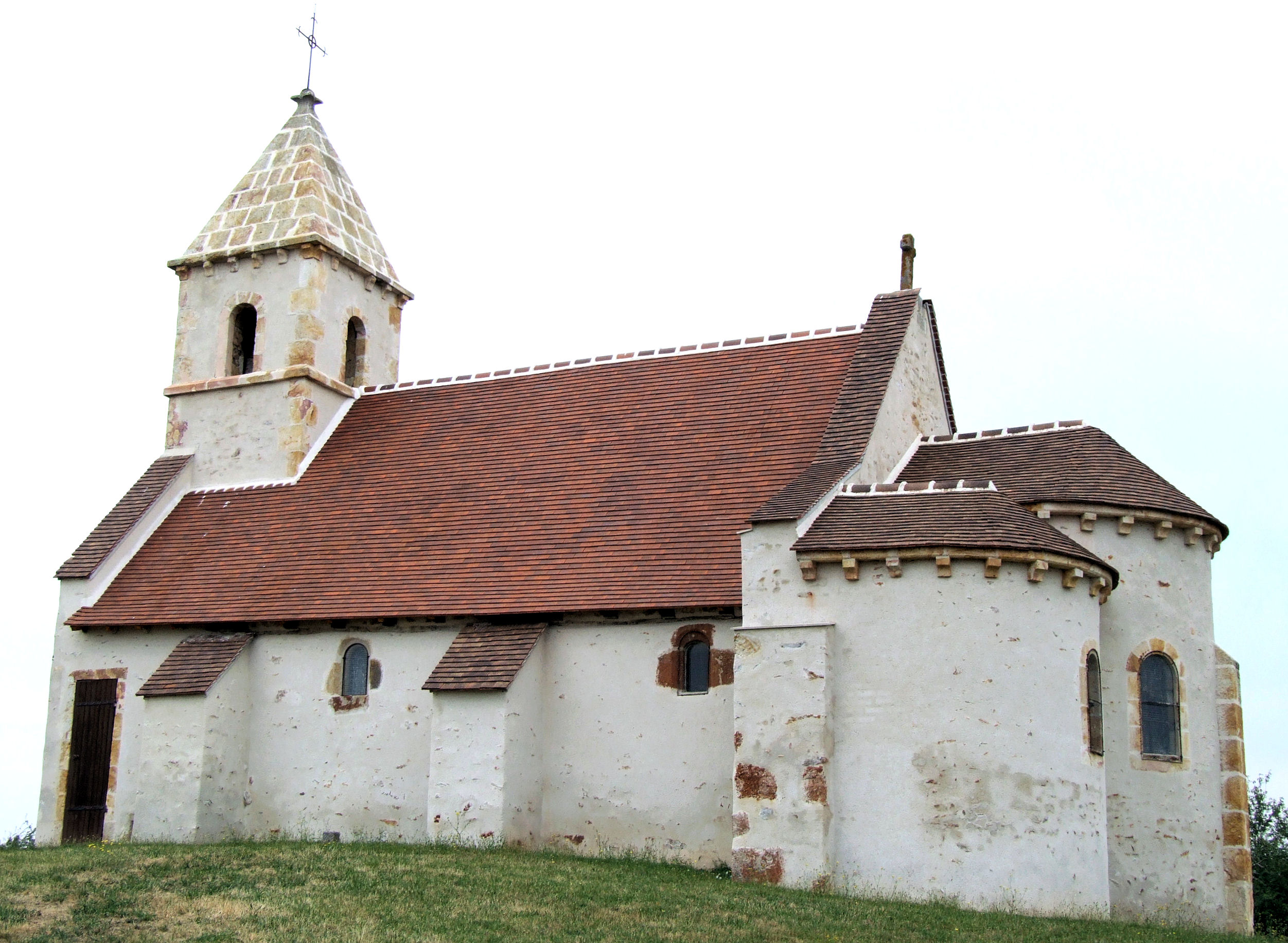
Chapelle Sainte-Agathe.

- Église Saint-Désiré, priorale romane des XIe, XIIe et XIXe siècles.
- Deux anciennes églises :
  - ancienne église paroissiale de Saint-Désiré ;
  - ancienne église paroissiale de Moussais.
- Crypte dans l'église Saint-Désiré du VIe siècle.
- Motte castrale de Saint-Désiré-Charenton, au sommet d'un mamelon. Haute d'une dizaine de mètres elle est située depuis l'église jusqu'à la route de Vesdun. Du château fort, possession des archevêques de Bourges, défendu par quatre tours, il ne subsiste rien. La motte castrale a dû être édifiée vers le Xe siècle par les princes de Déols-Charenton. Dès le XIIe siècle, la terre de Saint-Désirée fut la possession de la famille de Cilan-Saint-Désiré. En 1494, elle passe à la maison de Jean de Blanchefort. Le château est incendié en 1652[24].
- « Tumulus » de Saint-Désiré situé à côté de l'église, avec un souterrain, modeste réduit latéral et galerie de quelques mètres, découvert en 1959[24].
- Chapelle Sainte-Agathe[Note 3]. Du sommet de la colline de la chapelle Sainte-Agathe, panorama sur la vallée du Cher. Quand la météo est bonne, on peut distinguer au loin le puy de Dôme (1 469 m d'altitude).
- Ancienne abbaye de Bussières-les-Nonains.
- Ancienne villa romaine (pierre, tuiles datant de l'époque gallo-romaine).
- Ancienne gare du XIXe siècle (Châteaumeillant-Montluçon).